# Całkowite dopuszczalne połowy
Całkowite dopuszczalne połowy, ogólnie dopuszczalne połowy TAC (Total Allowable Catches) - limity na roczne połowy stada danego gatunku ryby w określonym akwenie. W ramach Wspólnej Polityki Rybołówstwa Unii Europejskiej TACs są instrumentem zarządzania połowami ryb we wspólnych wodach krajów członkowskich. TACs, które ostatecznie obowiązują floty rybackie, są uchwalane każdego roku w grudniu na rok następny przez Radę Ministrów ds. Rybołówstwa. Podstawą zatwierdzania TACs są wcześniejsze propozycje Komisji Europejskiej.